# 1087 Arabis
1087 Arabis eller 1927 RD är en asteroid i huvudbältet, som upptäcktes 2 september 1927 av den tyske astronomen Karl Wilhelm Reinmuth i Heidelberg. Den har fått sitt namn efter det vetenskapliga namnet på växtsläktet Travar.
Asteroiden har en diameter på ungefär 37 kilometer och den tillhör asteroidgruppen Eos.